# Phrynobatrachus schioetzi
Espèce
Phrynobatrachus schioetzi est une espèce d'amphibiens de la famille des Phrynobatrachidae.

## Répartition
Cette espèce est endémique de l'État de Cross River au Nigeria. Elle se rencontre sur le plateau Obudu.

## Étymologie
Cette espèce est nommée en l'honneur d'Arne Schiøtz.

## Publication originale
- Blackburn & Rödel, 2011 : A new puddle frog (Phrynobatrachidae: Phrynobatrachus) from the Obudu Plateau in eastern Nigeria. Herpetologica, vol. 67, no 3, p. 271-287.